# Улица имени П. Е. Осипенко (Таганрог)
У́лица имени П. Е. Осипе́нко — улица в городе Таганроге (Ростовская область), в районе Таганрогского металлургического завода.

## География
Улица им. П. Е. Осипенко расположена между улицей Островского и Заводской улицей. Протяжённость улицы — 900 метров. Нумерация домов ведётся от улицы Островского.

## История
Изначально улица имени П. Е. Осипенко называлась Межевой улицей, поскольку проходила по границе землевладений генерал-лейтенанта, 3-го коменданта Таганрогской крепости Ивана Петровича Каспарова и промышленника, одного из основателей Таганрогского кожевенного завода Ивана Амвросиевича Скараманги. Эти районы города, застраивавшиеся с конца XIX века домами рабочих металлургического и кожевенного заводов, так и назывались — Касперовка и Скараманговка.
Улица ограничивала с востока так называемый район Колонка, в котором проживали семьи бельгийских инженеров металлургического завода в коттеджах, построенных специально для них в 1896 году. Коттеджи не сохранились, в 1970-80-х годах на их месте были построены многоквартирные пятиэтажные и девятиэтажные дома для работников металлургического завода.
В 1920-х годах Межевая улица непродолжительное время носила имя красного командира Рудольфа Сиверса, «Социалистическая армия» которого в 1918 году заняла Таганрог.
30 декабря 1926 года в начале улицы был торжественно открыт памятник «В память о революции 1905 года». На нём была расположена мемориальная доска с текстом: «Мемориальная доска в память боёв таганрогского пролетариата с контрреволюцией в Таганроге 30 (17) января 1918 года». Эта доска была снята властями в период оккупации Таганрога (1941—1943). После освобождения города была установлена новая мемориальная доска, но уже с текстом о событиях 1905 года.

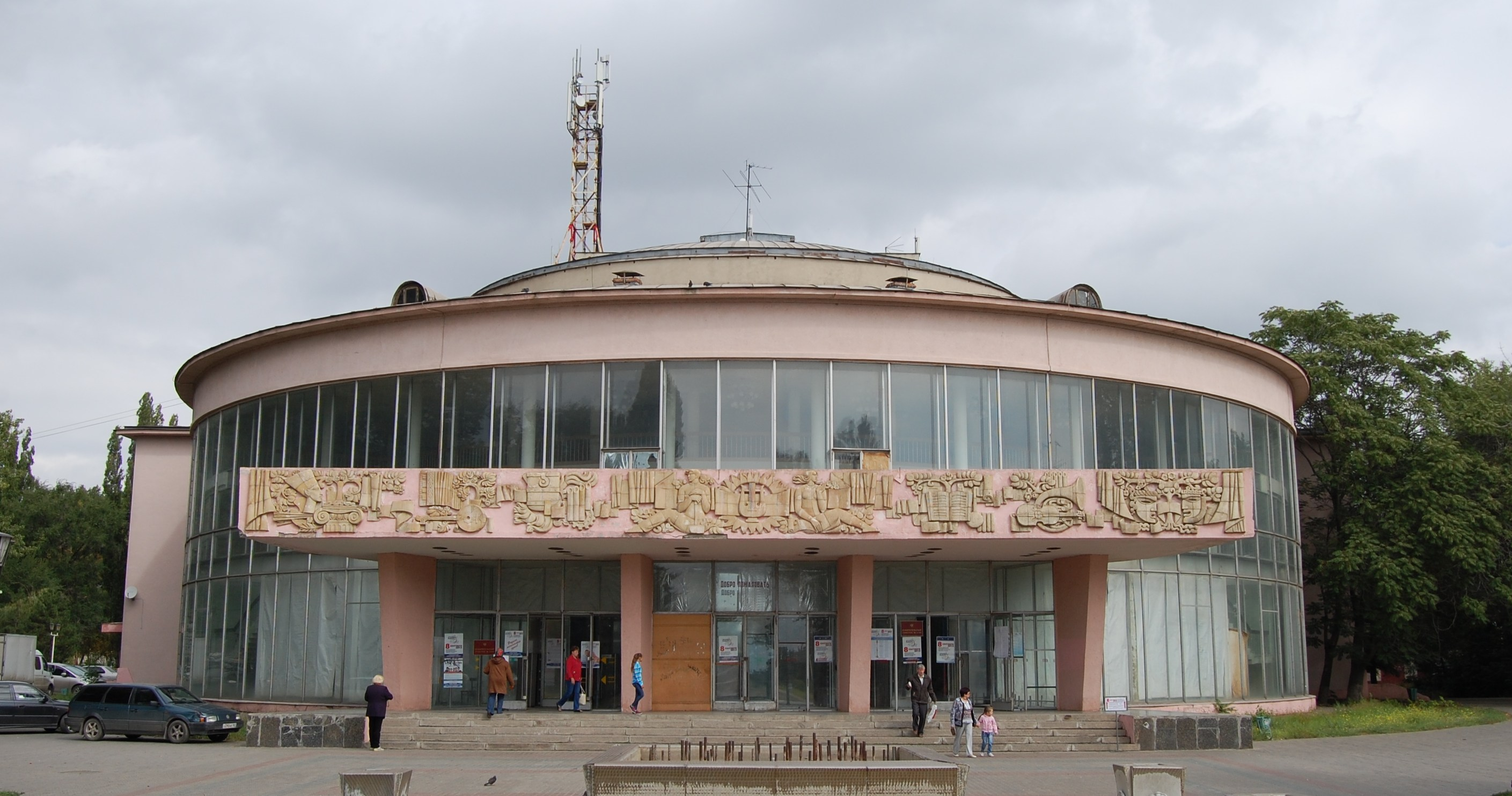
Бывший ДКиТ им. В. И. Ленина, 2013

Сквер у металлургического завода на улице имени П. Е. Осипенко, между Заводской улицей и Парковым переулком, является памятником истории и внесён в государственный реестр объектов культурного наследия как «Место столкновения рабочих металлургического и котельного заводов с полицией». Статус памятника истории был назначен скверу решением Ростовского областного Совета народных депутатов «О принятии на государственную охрану памятников истории и культуры в Ростовской области» № 301 от 18 ноября 1992 года.
В первом этаже дома № 51 с 1967 года до конца 1990-х располагался музей истории Таганрогского металлургического завода.
Именем директора Таганрогского металлургического завода, Героя Социалистического Труда Павла Ефимовича Осипенко улица была названа в декабре 1998 года . В начале улицы, на стене многоквартирного дома № 53 в честь П. Е. Осипенко установлена памятная доска.
На улице имени П. Е. Осипенко расположены бывший Дворец культуры и техники имени В. И. Ленина (пересечение улиц П. Е. Осипенко и Заводской), Дворец спорта металлургического завода, сквер и спортплощадки между улицей и стадионом «Металлург», многоквартирные дома и жилые домовладения металлургов, а также отделение полиции № 3 УВД г. Таганрога (ул. им. П. Е. Осипенко, 64).
В августе 2024 года на пересечении улицы Осипенко и Паркового переулка был установлен и торжественно открыт бронзовый бюст Павла Ефимовича Осипенко.

## На улице расположены
- Сквер по улице им. П. Е. Осипенко, памятник истории, внесённый в государственный реестр объектов культурного наследия как «Место столкновения рабочих металлургического и котельного заводов с полицией»[6].
- Памятник «В память о революции 1905 года». Угол Заводской ул. и ул. им. П. Е. Осипенко.[5][6]
- Дом, в котором находился 1-й подпольный большевистский комитет — ул. им. П. Е. Осипенко, 42[12].
- Памятник погибшим металлургам[13]. Угол Заводской ул. и ул. им. П. Е. Осипенко.
- Дворец культуры и техники имени В. И. Ленина[14][15]. Угол Заводской ул. и ул. им. П. Е. Осипенко.
- Бюст П. Е. Осипенко.

## Уничтожение сквера
В 2002 году, после затяжного конфликта крупных акционеров, Таганрогский металлургический завод попал к новым собственникам. Им достались основные производственные объекты. При этом многие объекты соцкультбыта, включая расположенные на Заводской улице улице Дворец культуры, Дворец спорта, бассейн «Садко», стадион «Металлург» и другие, остались в собственности старых хозяев. Позже оказалось, что и земельные участки, на которых расположены эти объекты, тоже в их собственности.
В 2015 году началась вырубка деревьев в сквере вокруг Дворца спорта. На месте уничтоженных деревьев было выстроено несколько коммерческих зданий. В одном из этих зданий, перед Памятником погибшим металлургам, разместился универсам торговой сети «Пятёрочка».
Весной 2017 года участок сквера между улицей Осипенко, Парковым переулком и аллеей Дворца культуры был огорожен, деревья спилены, были начаты подготовительные работы для масштабного строительства.